# جزيرة ديكسون
جزيرة ديكسون هي جزيرة تقع في كراسنويارسك كراي في بحر كارا.